# Satna
Satna é uma cidade e uma corporação municipal no distrito de Satna, no estado indiano de Madhya Pradesh.

## Geografia
Satna está localizada a 24° 35′ N, 80° 50′ L. Tem uma altitude média de 315 metros (1 033 pés).

## Demografia
Segundo o censo de 2001, Satna tinha uma população de 225 468 habitantes. Os indivíduos do sexo masculino constituem 53% da população e os do sexo feminino 47%. Satna tem uma taxa de literacia de 70%, superior à média nacional de 59,5%: a literacia no sexo masculino é de 76% e no sexo feminino é de 62%. Em Satna, 15% da população está abaixo dos 6 anos de idade.